# Isospidia
Isospidia és un gènere de papallones nocturnes de la subfamília Drepaninae.

## Taxonomia
- Isospidia angustipennis Warren, 1904
- Isospidia brunneola Holland, 1893